# Natação no Campeonato Mundial de Esportes Aquáticos de 2015
Os eventos da natação no Campeonato Mundial de Esportes Aquáticos de 2015 ocorreram entre 2 de agosto e 9 de agosto de 2015 em Cazã, Rússia. 

## Calendário
| Julho/Agosto de 2015 | 24 | 25 | 26 | 27 | 28 | 29 | 30 | 31 | 01 | 02 | 03 | 04 | 05 | 06 | 07 | 08 | 09 | T  |
| -------------------- | -- | -- | -- | -- | -- | -- | -- | -- | -- | -- | -- | -- | -- | -- | -- | -- | -- | -- |
| Natação              |    |    |    |    |    |    |    |    |    | 4  | 4  | 5  | 5  | 5  | 5  | 6  | 8  | 42 |

## Eventos
42 eventos foram disputados
Horário local (UTC+3).
| H | Eliminatórias | ½ | Semifinal | F | Final |

| Data →               | Dom 2 | Dom 2 | Seg 3 | Seg 3 | Ter 4 | Ter 4 | Qua 5 | Qua 5 | Qui 6 | Qui 6 | Sex 7 | Sex 7 | Sáb 8 | Sáb 8 | Dom 9 | Dom 9 |
| Evento ↓             | M     | N     | M     | N     | M     | N     | M     | N     | M     | N     | M     | N     | M     | N     | M     | N     |
| -------------------- | ----- | ----- | ----- | ----- | ----- | ----- | ----- | ----- | ----- | ----- | ----- | ----- | ----- | ----- | ----- | ----- |
| 50 m nado livre      |       |       |       |       |       |       |       |       |       |       | H     | ½     |       | F     |       |       |
| 100 m nado livre     |       |       |       |       |       |       | H     | ½     |       | F     |       |       |       |       |       |       |
| 200 m nado livre     |       |       | H     | ½     |       | F     |       |       |       |       |       |       |       |       |       |       |
| 400 m nado livre     | H     | F     |       |       |       |       |       |       |       |       |       |       |       |       |       |       |
| 800 m nado livre     |       |       |       |       | H     |       |       | F     |       |       |       |       |       |       |       |       |
| 1500 m nado livre    |       |       |       |       |       |       |       |       |       |       |       |       | H     |       |       | F     |
| 50 m nado costas     |       |       |       |       |       |       |       |       |       |       |       |       | H     | ½     |       | F     |
| 100 m nado costas    |       |       | H     | ½     |       | F     |       |       |       |       |       |       |       |       |       |       |
| 200 m nado costas    |       |       |       |       |       |       |       |       | H     | ½     |       | F     |       |       |       |       |
| 50 m nado peito      |       |       |       |       | H     | ½     |       | F     |       |       |       |       |       |       |       |       |
| 100 m nado peito     | H     | ½     |       | F     |       |       |       |       |       |       |       |       |       |       |       |       |
| 200 m nado peito     |       |       |       |       |       |       |       |       | H     | ½     |       | F     |       |       |       |       |
| 50 m nado borboleta  | H     | ½     |       | F     |       |       |       |       |       |       |       |       |       |       |       |       |
| 100 m nado borboleta |       |       |       |       |       |       |       |       |       |       | H     | ½     |       | F     |       |       |
| 200 m nado borboleta |       |       |       |       | H     | ½     |       | F     |       |       |       |       |       |       |       |       |
| 200 m nado medeley   |       |       |       |       |       |       | H     | ½     |       | F     |       |       |       |       |       |       |
| 400 m nado medley    |       |       |       |       |       |       |       |       |       |       |       |       |       |       | H     | F     |
| 4×100 m nado livre   | H     | F     |       |       |       |       |       |       |       |       |       |       |       |       |       |       |
| 4×200 m nado livre   |       |       |       |       |       |       |       |       |       |       | H     | F     |       |       |       |       |
| 4×100 m nado medley  |       |       |       |       |       |       |       |       |       |       |       |       |       |       | H     | F     |

| Data →               | Dom 2 | Dom 2 | Seg 3 | Seg 3 | Ter 4 | Ter 4 | Qua 5 | Qua 5 | Qui 6 | Qui 6 | Sex 7 | Sex 7 | Sáb 8 | Sáb 8 | Dom 9 | Dom 9 |
| Evento ↓             | M     | N     | M     | N     | M     | N     | M     | N     | M     | N     | M     | N     | M     | N     | M     | N     |
| -------------------- | ----- | ----- | ----- | ----- | ----- | ----- | ----- | ----- | ----- | ----- | ----- | ----- | ----- | ----- | ----- | ----- |
| 50 m nado livre      |       |       |       |       |       |       |       |       |       |       |       |       | H     | ½     |       | F     |
| 100 m nado livre     |       |       |       |       |       |       |       |       | H     | ½     |       | F     |       |       |       |       |
| 200 m nado livre     |       |       |       |       | H     | ½     |       | F     |       |       |       |       |       |       |       |       |
| 400 m nado livre     | H     | F     |       |       |       |       |       |       |       |       |       |       |       |       |       |       |
| 800 m nado livre     |       |       |       |       |       |       |       |       |       |       | H     |       |       | F     |       |       |
| 1500 m nado livre    |       |       | H     |       |       | F     |       |       |       |       |       |       |       |       |       |       |
| 50 m nado costas     |       |       |       |       |       |       | H     | ½     |       | F     |       |       |       |       |       |       |
| 100 m nado costas    |       |       | H     | ½     |       | F     |       |       |       |       |       |       |       |       |       |       |
| 200 m nado costas    |       |       |       |       |       |       |       |       |       |       | H     | ½     |       | F     |       |       |
| 50 m nado peito      |       |       |       |       |       |       |       |       |       |       |       |       | H     | ½     |       | F     |
| 100 m nado peito     |       |       | H     | ½     |       | F     |       |       |       |       |       |       |       |       |       |       |
| 200 m nado peito     |       |       |       |       |       |       |       |       | H     | ½     |       | F     |       |       |       |       |
| 50 m nado borboleta  |       |       |       |       |       |       |       |       |       |       | H     | ½     |       | F     |       |       |
| 100 m nado borboleta | H     | ½     |       | F     |       |       |       |       |       |       |       |       |       |       |       |       |
| 200 m nado borboleta |       |       |       |       |       |       | H     | ½     |       | F     |       |       |       |       |       |       |
| 200 m nado medley    | H     | ½     |       | F     |       |       |       |       |       |       |       |       |       |       |       |       |
| 400 m nado medley    |       |       |       |       |       |       |       |       |       |       |       |       |       |       | H     | F     |
| 4×100 m nado livre   | H     | F     |       |       |       |       |       |       |       |       |       |       |       |       |       |       |
| 4×200 m nado livre   |       |       |       |       |       |       |       |       | H     | F     |       |       |       |       |       |       |
| 4×100 m nado medley  |       |       |       |       |       |       |       |       |       |       |       |       |       |       | H     | F     |

| Data →              | Dom 2 | Dom 2 | Seg 3 | Seg 3 | Ter 4 | Ter 4 | Qua 5 | Qua 5 | Qui 6 | Qui 6 | Sex 7 | Sex 7 | Sáb 8 | Sáb 8 | Dom 9 | Dom 9 |
| Evento ↓            | M     | N     | M     | N     | M     | N     | M     | N     | M     | N     | M     | N     | M     | N     | M     | N     |
| ------------------- | ----- | ----- | ----- | ----- | ----- | ----- | ----- | ----- | ----- | ----- | ----- | ----- | ----- | ----- | ----- | ----- |
| 4×100 m nado livre  |       |       |       |       |       |       |       |       |       |       |       |       | H     | F     |       |       |
| 4×100 m nado medley |       |       |       |       |       |       | H     | F     |       |       |       |       |       |       |       |       |

## Medalhistas
Masculino
| Evento                   | Ouro | Ouro     | Prata | Prata    | Bronze | Bronze   |
| 50 m livre detalhes      | FRA Florent Manaudou                                                                                          | 21.19    | USA Nathan Adrian                                                                                               | 21.52    | BRA Bruno Fratus | 21.56    |
| 100 m livre detalhes     | CHN Ning Zetao                                                                                                | 47.84    | AUS Cameron McEvoy                                                                                              | 47.95    | ARG Federico Grabich                                                                                                | 48.12    |
| 200 m livre detalhes     | GBR James Guy                                                                                                 | 1:45.14  | CHN Sun Yang | 1:45.20  | GER Paul Biedermann                                                                                                 | 1:45.38  |
| 400 m livre detalhes     | CHN Sun Yang                                                                                                  | 3:42.58  | GBR James Guy                                                                                                   | 3:43.75  | CAN Ryan Cochrane                                                                                                   | 3:44.59  |
| 800 m livre detalhes     | CHN Sun Yang                                                                                                  | 7:39.96  | ITA Gregorio Paltrinieri                                                                                        | 7:40.81  | AUS Mack Horton | 7:44.02  |
| 1500 m livre detalhes    | ITA Gregorio Paltrinieri                                                                                      | 14:39.67 | USA Connor Jaeger                                                                                               | 14:41.20 | CAN Ryan Cochrane                                                                                                   | 14:51.08 |
| 50 m costas detalhes     | FRA Camille Lacourt                                                                                           | 24.23    | USA Matt Grevers                                                                                                | 24.61    | AUS Ben Treffers | 24.69    |
| 100 m costas detalhes    | AUS Mitch Larkin                                                                                              | 52.40    | FRA Camille Lacourt                                                                                             | 52.48    | USA Matt Grevers | 52.66    |
| 200 m costas detalhes    | AUS Mitch Larkin                                                                                              | 1:53.58  | POL Radosław Kawęcki                                                                                            | 1:54.55  | RUS Evgeny Rylov | 1:54.60  |
| 50 m peito detalhes      | GBR Adam Peaty                                                                                                | 26.51    | RSA Cameron van der Burgh                                                                                       | 26.66    | USA Kevin Cordes | 26.86    |
| 100 m peito detalhes     | GBR Adam Peaty                                                                                                | 58.52    | RSA Cameron van der Burgh                                                                                       | 58.59    | GBR Ross Murdoch | 59.09    |
| 200 m peito detalhes     | GER Marco Koch                                                                                                | 2:07.76  | USA Kevin Cordes                                                                                                | 2:08.05  | HUN Dániel Gyurta                                                                                                   | 2:08.10  |
| 50 m borboleta detalhes  | FRA Florent Manaudou                                                                                          | 22.97    | BRA Nicholas Santos                                                                                             | 23.09    | HUN László Cseh POL Konrad Czerniak                                                                                 | 23.15    |
| 100 m borboleta detalhes | RSA Chad le Clos                                                                                              | 50.56    | HUN László Cseh                                                                                                 | 50.87    | SIN Joseph Schooling                                                                                                | 50.96    |
| 200 m borboleta detalhes | HUN László Cseh                                                                                               | 1:53.48  | RSA Chad le Clos                                                                                                | 1:53.68  | POL Jan Świtkowski                                                                                                  | 1:54.10  |
| 200 m medley detalhes    | USA Ryan Lochte                                                                                               | 1:55.81  | BRA Thiago Pereira                                                                                              | 1:56.65  | CHN Wang Shun | 1:56.81  |
| 400 m medley detalhes    | JPN Daiya Seto                                                                                                | 4:08.50  | HUN Dávid Verrasztó                                                                                             | 4:09.90  | USA Chase Kalisz | 4:10.05  |
| 4x100 m livre detalhes   | FRA França Mehdy Metella (48.37) Florent Manaudou (47.93) Fabien Gilot (47.08) Jérémy Stravius (47.36)        | 3:10.74  | RUS Rússia Andrey Grechin (48.60) Nikita Lobintsev (47.98) Vladimir Morozov (46.95) Alexandr Sukhorukov (47.66) | 3:11.19  | ITA Itália Luca Dotto (48.75) Marco Orsi (47.75) Michele Santucci (48.48) Filippo Magnini (47.55)                   | 3:12.53  |
| 4x200 m livre detalhes   | GBR Grã-Bretanha Daniel Wallace (1:47.04) Robert Renwick (1:45.98) Calum Jarvis (1:46.57) James Guy (1:44.74) | 7:04.33  | USA Estados Unidos Ryan Lochte (1:45.71) Conor Dwyer (1:45.33) Reed Malone (1:46.92) Michael Weiss (1:46.79)    | 7:04.75  | AUS Austrália Cameron McEvoy (1:46.46) David McKeon (1:47.05) Daniel Smith (1:46.38) Thomas Fraser-Holmes (1:45.45) | 7:05.34  |
| 4x100 m medley detalhes  | USA Estados Unidos Ryan Murphy (53.05) Kevin Cordes (58.88) Tom Shields (50.59) Nathan Adrian (47.41)         | 3:29.93  | AUS Austrália Mitch Larkin (52.41) Jake Packard (59.16) Jayden Hadler (51.91) Cameron McEvoy (46.60)            | 3:30.08  | FRA França Camille Lacourt (52.81) Giacomo Perez-Dortona (59.88) Mehdy Metella (50.39) Fabien Gilot (47.42)         | 3:30.50  |

Feminino
| Evento                   | Ouro | Ouro     | Prata | Prata    | Bronze                                                                                                   | Bronze   |
| 50 m livre detalhes      | AUS Bronte Campbell                                                                                                 | 24.12    | NED Ranomi Kromowidjojo | 24.22    | SWE Sarah Sjöström                                                                                       | 24.31    |
| 100 m livre detalhes     | AUS Bronte Campbell                                                                                                 | 52.52    | SWE Sarah Sjöström | 52.70    | AUS Cate Campbell                                                                                        | 52.82    |
| 200 m livre detalhes     | USA Katie Ledecky                                                                                                   | 1:55.16  | ITA Federica Pellegrini | 1:55.32  | USA Missy Franklin                                                                                       | 1:55.49  |
| 400 m livre detalhes     | USA Katie Ledecky                                                                                                   | 3:59.13  | NED Sharon van Rouwendaal                                                                                                  | 4:03.02  | AUS Jessica Ashwood                                                                                      | 4:03.34  |
| 800 m livre detalhes     | USA Katie Ledecky                                                                                                   | 8:07.39  | NZL Lauren Boyle | 8:17.65  | GBR Jazmin Carlin                                                                                        | 8:18.15  |
| 1500 m livre detalhes    | USA Katie Ledecky                                                                                                   | 15:25.48 | NZL Lauren Boyle | 15:40.14 | HUN Boglárka Kapás                                                                                       | 15:47.09 |
| 50 m costas detalhes     | CHN Fu Yuanhui | 27.11    | BRA Etiene Medeiros | 27.26    | CHN Liu Xiang                                                                                            | 27.58    |
| 100 m costas detalhes    | AUS Emily Seebohm                                                                                                   | 58.26    | AUS Madison Wilson | 58.75    | DEN Mie Nielsen                                                                                          | 58.86    |
| 200 m costas detalhes    | AUS Emily Seebohm                                                                                                   | 2:05.81  | USA Missy Franklin | 2:06.34  | HUN Katinka Hosszú                                                                                       | 2:06.84  |
| 50 m peito detalhes      | SWE Jennie Johansson                                                                                                | 30.05    | JAM Alia Atkinson | 30.11    | RUS Yuliya Yefimova                                                                                      | 30.13    |
| 100 m peito detalhes     | RUS Yuliya Yefimova                                                                                                 | 1:05.66  | LTU Rūta Meilutytė | 1:06.36  | JAM Alia Atkinson                                                                                        | 1:06.42  |
| 200 m peito detalhes     | JPN Kanako Watanabe                                                                                                 | 2:21.15  | USA Micah Lawrence | 2:22.44  | ESP Jessica Vall DEN Rikke Møller Pedersen CHN Shi Jinglin                                               | 2:22:76  |
| 50 m borboleta detalhes  | SWE Sarah Sjöström                                                                                                  | 24.96    | DEN Jeanette Ottesen | 25.34    | CHN Lu Ying                                                                                              | 25.37    |
| 100 m borboleta detalhes | SWE Sarah Sjöström                                                                                                  | 55.64    | DEN Jeanette Ottesen | 57.05    | CHN Lu Ying                                                                                              | 57.48    |
| 200 m borboleta detalhes | JPN Natsumi Hoshi                                                                                                   | 2:05.56  | USA Cammile Adams | 2:06.40  | CHN Zhang Yufei                                                                                          | 2:06.51  |
| 200 m medley detalhes    | HUN Katinka Hosszú                                                                                                  | 2:06.12  | JPN Kanako Watanabe | 2:08.45  | GBR Siobhan-Marie O'Connor                                                                               | 2:08.77  |
| 400 m medley detalhes    | HUN Katinka Hosszú                                                                                                  | 4:30.39  | USA Maya DiRado | 4:31.71  | CAN Emily Overholt                                                                                       | 4:32.52  |
| 4x100 m livre detalhes   | AUS Austrália Emily Seebohm (53.92) Emma McKeon (53.57) Bronte Campbell (51.77) Cate Campbell (52.22)               | 3:31.48  | NED Países Baixos Ranomi Kromowidjojo (53.30) Maud van der Meer (54.50) Marrit Steenbergen (53.88) Femke Heemskerk (51.99) | 3:33.67  | USA Estados Unidos Missy Franklin (53.68) Margo Geer (54.14) Lia Neal (53.70) Simone Manuel (53.09)      | 3:34.61  |
| 4x200 m livre detalhes   | USA Estados Unidos Missy Franklin (1:55.95) Leah Smith (1:56.86) Katie McLaughlin (1:56.92) Katie Ledecky (1:55.64) | 7:45.37  | ITA Itália Alice Mizzau (1:57.50) Erica Musso (1:58.66) Chiara Masini Luccetti (1:57.52) Federica Pellegrini (1:54.73)     | 7:48.41  | CHN China Qiu Yuhan (1:56.88) Guo Junjun (1:57.55) Zhang Yufei (1:58.73) Shen Duo (1:55.94)              | 7:49.10  |
| 4x100 m medley detalhes  | CHN China Fu Yuanhui (59.29) Shi Jinglin (1:05.56) Lu Ying (56.56) Shen Duo (53.00)                                 | 3:54.41  | SWE Suécia Michelle Coleman (1:00.74) Jennie Johansson (1:05.63) Sarah Sjöström (55.28) Louise Hansson (53.59)             | 3:55.24  | AUS Austrália Emily Seebohm (58.81) Taylor McKeown (1:07.38) Emma McKeon (57.59) Bronte Campbell (51.78) | 3:55.56  |

Misto (Masculino e Feminino)
| Evento                  | Ouro | Ouro    | Prata | Prata   | Bronze | Bronze  |
| 4x100 m livre detalhes  | USA Estados Unidos Ryan Lochte (48.79) Nathan Adrian (47.29) Simone Manuel (53.66) Missy Franklin (53.31)            | 3:23.05 | NED Países Baixos Sebastiaan Verschuren (48.74) Joost Reijns (49.09) Ranomi Kromowidjojo (52.48) Femke Heemskerk (52.79) | 3:23.10 | CAN Canadá Santo Condorelli (48.19) Yuri Kisil (48.25) Sandrine Mainville (53.60) Chantal van Landeghem (53.55) | 3:23.59 |
| 4x100 m medley detalhes | GBR Grã-Bretanha Chris Walker-Hebborn (52.94) Adam Peaty (57.98) Siobhan-Marie O'Connor (57.02) Fran Halsall (53.77) | 3:41.71 | USA Estados Unidos Ryan Murphy (53.31) Kevin Cordes (58.63) Katie McLaughlin (57.56) Margo Geer (53.77)                  | 3:43.27 | GER Alemanha Jan-Philip Glania (53.52) Hendrik Feldwehr (59.16) Alexandra Wenk (57.21) Annika Bruhn (54.24)     | 3:44.13 |

## Recordes
Os seguintes recordes foram registrados durante a competição.

### Recorde mundial
| Date        | Evento                   | Prova         | Tempo    | Nadador                                                                                            | Nacionalidade  |
| ----------- | ------------------------ | ------------- | -------- | -------------------------------------------------------------------------------------------------- | -------------- |
| 2 de agosto | 100 m borboleta feminino | semifinal     | 55:74    | Sarah Sjöström                                                                                     | Suécia         |
| 3 de agosto | 1500 m livre feminino    | eliminatórias | 15:27.71 | Katie Ledecky                                                                                      | Estados Unidos |
| 3 de agosto | 100 m borboleta feminino | final         | 55:64    | Sarah Sjöström                                                                                     | Suécia         |
| 3 de agosto | 200 m medley feminino    | final         | 2:06.12  | Katinka Hosszú                                                                                     | Hungria        |
| 4 de agosto | 50 m nado peito          | eliminatórias | 26.62    | Cameron van der Burgh                                                                              | África do Sul  |
| 4 de agosto | 50 m nado peito          | semifinal     | 26.42    | Adam Peaty                                                                                         | Reino Unido    |
| 4 de agosto | 1500 m livre feminino    | final         | 15:25.48 | Katie Ledecky                                                                                      | Estados Unidos |
| 5 de agosto | 4x100 m medley misto     | eliminatórias | 3:45.87  | Daria Ustinova (59.89) Kirill Prigoda (59.99) Daniil Pakhomov (51.52) Veronika Popova (54.47)      | Rússia         |
| 5 de agosto | 4x100 m medley misto     | eliminatórias | 3:42.33  | Ryan Murphy (52.18) Kevin Cordes (58.33) Kendyl Stewart (57.78) Lia Neal (54.04)                   | Estados Unidos |
| 5 de agosto | 4x100 m medley misto     | final         | 3:41.71  | Chris Walker-Hebborn (52.94) Adam Peaty (57.98) Siobhan-Marie O'Connor (57.02) Fran Halsall (53.77 | Reino Unido    |
| 8 de agosto | 800 m livre feminino     | final         | 8:07.39  | Katie Ledecky                                                                                      | Estados Unidos |
| 8 de agosto | 4x100 m livre misto      | final         | 3:23.05  | Ryan Lochte (48.79) Nathan Adrian (47.29) Simone Manuel (53.66) Missy Franklin (53.31)             | Estados Unidos |

### Recorde do campeonato
| Date        | Evento                  | Prova         | Tempo                 | Nadador                                                                                 | Nacionalidade  |
| ----------- | ----------------------- | ------------- | --------------------- | --------------------------------------------------------------------------------------- | -------------- |
| 2 de agosto | 400 m livre feminino    | final         | 3:59.13               | Katie Ledecky                                                                           | Estados Unidos |
| 2 de agosto | 100 m peito masculino   | eliminatórias | 58:52                 | Adam Peaty                                                                              | Reino Unido    |
| 2 de agosto | 100 m peito masculino   | semifinal     | 58:49                 | Cameron van der Burgh                                                                   | África do Sul  |
| 2 de agosto | 100 m peito masculino   |               | 58:18                 | Adam Peaty                                                                              | Reino Unido    |
| 2 de agosto | 4x100 m livre feminino  | final         | 3:31.48               | Emily Seebohm (53.92) Emma McKeon (53.57) Bronte Campbell (51.77) Cate Campbell (52.22) | Austrália      |
| 4 de agosto | 1500 m livre feminino   | final         | 8:13.25 † 800 m livre | Katie Ledecky                                                                           | Estados Unidos |
| 7 de agosto | 50 m borboleta feminino | semifinal     | 25:06                 | Sarah Sjöström                                                                          | Suécia         |
| 7 de agosto | 50 m borboleta feminino | final         | 24:96                 | Sarah Sjöström                                                                          | Suécia         |

Legenda: † – Recorde do campeonato na casa dos 800 metros nado livre.

## Quadro de medalhas
*   Nação anfitriã
| Ordem | País           | Medalha de ouro | Medalha de prata | Medalha de bronze | Total |
| ----- | -------------- | --------------- | ---------------- | ----------------- | ----- |
| 1     | Estados Unidos | 8               | 10               | 5                 | 23    |
| 2     | Austrália      | 7               | 3                | 6                 | 16    |
| 3     | China          | 5               | 1                | 7                 | 13    |
| 4     | Reino Unido    | 5               | 1                | 3                 | 9     |
| 5     | França         | 4               | 1                | 1                 | 6     |
| 6     | Hungria        | 3               | 2                | 4                 | 9     |
| 7     | Suécia         | 3               | 2                | 1                 | 6     |
| 8     | Japão          | 3               | 1                | 0                 | 4     |
| 9     | Itália         | 1               | 3                | 1                 | 5     |
| 10    | África do Sul  | 1               | 3                | 0                 | 4     |
| 11    | Rússia*        | 1               | 1                | 2                 | 4     |
| 12    | Alemanha       | 1               | 0                | 2                 | 3     |
| 13    | Países Baixos  | 0               | 4                | 0                 | 4     |
| 14    | Brasil         | 0               | 3                | 1                 | 4     |
| 15    | Dinamarca      | 0               | 2                | 2                 | 4     |
| 16    | Nova Zelândia  | 0               | 2                | 0                 | 2     |
| 17    | Polónia        | 0               | 1                | 2                 | 3     |
| 18    | Jamaica        | 0               | 1                | 1                 | 2     |
| 19    | Lituânia       | 0               | 1                | 0                 | 1     |
| 20    | Canadá         | 0               | 0                | 4                 | 4     |
| 21    | Argentina      | 0               | 0                | 1                 | 1     |
| 21    | Singapura      | 0               | 0                | 1                 | 1     |
| 21    | Espanha        | 0               | 0                | 1                 | 1     |
| Total | Total          | 42              | 42               | 45                | 129   |

Legenda
| Recorde mundial       | Recorde mundial (World record)               |                       | Recorde africano                      | Recorde africano (African) |                                           | Q | Classificado por posição (Qualified) |
| Recorde do campeonato | Recorde do campeonato (Championship record)  | Recorde da América    | Recorde da América (Americas)         | q                          | Classificado por melhor tempo (Qualified) |   |                                      |
| Melhor marca do ano   | Melhor marca do ano (World leading)          | Recorde asiático      | Recorde asiático (Asian)              | DNS                        | Não largou (Did not start)                |   |                                      |
| Recorde nacional      | Recorde nacional (National record)           | Recorde europeu       | Recorde europeu (European)            | DNF                        | Não terminou (Did not finish)             |   |                                      |
| Recorde pessoal       | Recorde pessoal do atleta (Personal best)    | Recorde da Oceania    | Recorde da Oceania (Oceania)          | DSQ / DQ                   | Desclassificado (Disqualified)            |   |                                      |
| Recorde da temporada  | Recorde da temporada do atleta (Season best) | Recorde sul-americano | Recorde sul-americano (South America) | NM                         | Sem marca (No mark)                       |   |                                      |